# Veličenská kotlina
Veličňanská kotlina je geomorfologická část Oravské vrchoviny.  Rozprostírá se v západní části vrchoviny, přibližně mezi obcemi Párnica a Dolný Kubín.

## Vymezení
Kotlina zabírá širší okolí údolí řeky Orava v západní části Oravské vrchoviny. Z velké části ji na severu, východě i jihu ohraničuje Oravská vrchovina, na jihozápadě sousedí geomorfologická část Podchočská brázda. V blízkosti řeky v jihozápadní části krátkým úsekem sousedí Šípská Fatra (podcelek Velké Fatry) a západním směrem se země zvedá do hornaté Osnice, části Kriváňské Malé Fatry.  Hlavní osu kotliny tvoří řeka Orava, v jejíž blízkosti leží sídla, včetně okresního města Dolný Kubín. Z údolí vybíhají většinou úzké doliny, kterými proudí z okolních pohoří voda bystrými potoky. Mezi větší potoky patří Zázrivka, Žaškovský potok, Istebnianka či Jasenovský potok.

## Chráněná území
Západní okraj kotliny zasahuje do ochranného pásma Národního parku Malá Fatra, jiná zvláště chráněná území (např. Ostrá skala a Tupá skala) leží již mimo toto území.

## Osídlení
Ve Veličenské kotlině leží proti proudu Oravy obce Párnica, Žaškov, Istebné, Veličná, Oravská Poruba a město Dolný Kubín.

## Doprava
Údolím řeky Orava vedou hlavní komunikace, obsluhující celý region. Od Kraľovan vede nábřežím silnice I/70 do Dolného Kubína, kde se připojuje na silnici I/59 (Evropská silnice E77). Vedle řeky a hlavní silnice vede i železniční trať Kraľovany–Trstená, původně směřující z železniční stanice Kraľovany až do polského Noweho Targu.

## Turismus
Území vytváří zázemí pro turistické výlety do okolních pohoří, kam z obcí vedou i značené chodníky. Významné středisko zejména zimní turistiky se nachází v nedalekém středisku na svazích Kubínské hole, o něco menší je nedaleko Párnice v lokalitě Lučivná. Veličenská kotlina patří mezi turisticky méně navštěvované oblasti, ale v okrajových částech poskytuje vhodné podmínky i pro cykloturistiku.